# Célula vegetal

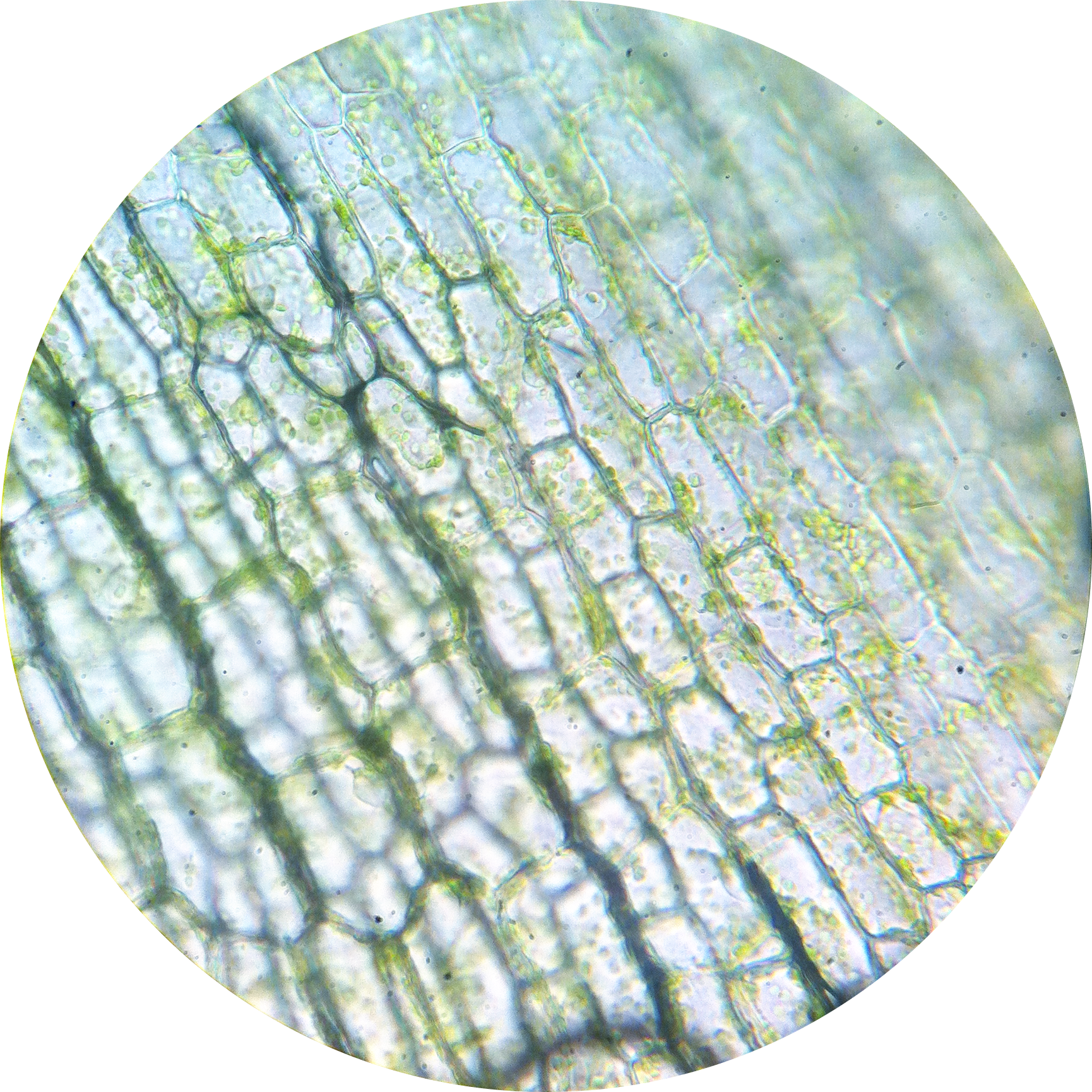
Imágenes microscópicas de las células de elodea.

Una célula vegetal es el tipo de célula eucariota de la que están compuestos por muchos tejidos vegetales. A menudo, es descrita con los rasgos de una célula del parénquima  de una planta vascular. Pero sus características no pueden generalizarse con el resto de las células meristemáticas o adultas de una planta y menos aún a las de los muy diversos organismos imprecisamente llamados vegetales.
Las células adultas de las plantas terrestres presentan rasgos comunes, convergentes con las de otros organismos sésiles, fijos al sustrato, o pasivos, propios del plancton, de alimentación osmótrofa, por absorción, como es el caso de los hongos, pseudohongos y de muchas algas. Esos rasgos comunes se han desarrollado independientemente a partir de protistas unicelulares fagótrofos desnudos (sin pared celular). Todos los eucariontes osmótrofos tienden a basar su solidez, sobre todo cuando alcanzan la pluricelularidad, en la turgencia, que logran gracias al desarrollo de paredes celulares resistentes a la tensión, en combinación con la presión osmótica del protoplasma, la célula viva. Así, las paredes celulares son comunes a los hongos y protistas de modo de vida equivalente, que se alimentan por absorción osmótica de sustancias orgánicas, y a las plantas y algas, que toman disueltas sales minerales del medio y realizan la fotosíntesis.

## Tipos de células
- Células del parénquima son células muertas que tienen funciones que van desde el almacenamiento y el soporte hasta la fotosíntesis y el transporte de nutrientes en el floema (células de transferencia). Aparte del xilema y el floema en sus haces vasculares, las hojas se componen principalmente de células del parénquima. Algunas células del py están especializadas en la penetración de la luz y en la regulación del intercambio gaseoso, como en la epidermis,  pero otras están entre las  menos especializadas del tejido vegetal y pueden permanecer totipotentes, capaces de dividirse para producir nuevas poblaciones de células indiferenciadas a lo largo de sus vidas.  Las células parenquimatosas tienen paredes primarias delgadas y permeables que permiten el transporte de pequeñas moléculas entre ellas, y su citoplasma es responsable de una amplia gama de funciones bioquímicas como la secreción de néctar o la fabricación de productos secundarios que desalientan a los herbívoros. Las células del parénquima que contienen muchos cloroplastos y participan principalmente en la fotosíntesis se llaman células del clorenquima. Otras, como la mayoría de las células del parénquima en los tubérculos de patata y los cotiledones de las semillas de las leguminosas, tienen una función de almacenamiento.[1]

Corte transversal de una hoja que muestra varios tipos de células vegetales

- Células del colénquima: las células del colénquima están vivas en la madurez y solo tienen una pared primaria. Estas células maduran a partir de derivados del meristema que inicialmente se parecen al parénquima, pero la del engrosamiento de la pared. 
 La pectina y la hemicelulosa son los constituyentes dominantes de las paredes celulares del colénquima de las  dicotiledóneas angiospermas, y pueden contener solo el 15% de celulosa en las Petasites.[2] Las células del colénquima son típicamente bastante alargadas, y pueden dividirse transversalmente para dar un aspecto septado. El papel de este tipo de células es apoyar a la planta en ejes que siguen creciendo en longitud y conferir flexibilidad y resistencia a la tracción en los tejidos. La pared primaria carece de lignina que la hace resistente y rígida, por lo que este tipo de célula proporciona lo que podría llamarse un soporte plástico. Proporciona flexibilidad a los tallos jóvenes, a los pecíolos y a los nervios de las hojas. Los hilos en el apio son colénquima.
- Células del esclerénquima: las células de esclerénquima (del griego skleros, duro) son células duras  con una función de apoyo mecánico. Son de dos tipos amplios: esclereidas o células duras y fibras. Las células desarrollan una pared celular secundaria extensa que se deposita en el interior de la pared celular primaria. La pared secundaria está impregnada con lignina, haciéndola dura e impermeable al agua. Por lo tanto, estas células no pueden sobrevivir por mucho tiempo ya que no pueden intercambiar suficiente material para mantener el metabolismo activo. Las células de esclerénquima están típicamente muertas en la madurez funcional y les falta el citoplasma, dejando una cavidad central vacía.
 Las funciones de las células escleróticas (células duras que dan a las hojas o frutos una textura arenosa) incluyen la de desalentar a los herbívoros, al dañar los conductos digestivos en las  primeras etapas de las larvas de los insectos y la protección física (un tejido sólido de células escleróticas duras forma la pared del hueso de un melocotón y de muchas otras frutas). Las funciones de las fibras incluyen el suministro de soporte de carga y la resistencia a la tracción de las hojas y tallos de las plantas herbáceas.[1] Las fibras del esclerénquima no están implicadas en la conducción, ya sea de agua y nutrientes (como en el xilema) o de compuestos de carbono (como en el floema), pero es probable que hayan evolucionado como modificaciones de las células iniciales del xilema y del floema en las primeras plantas.

## Tipos de tejido

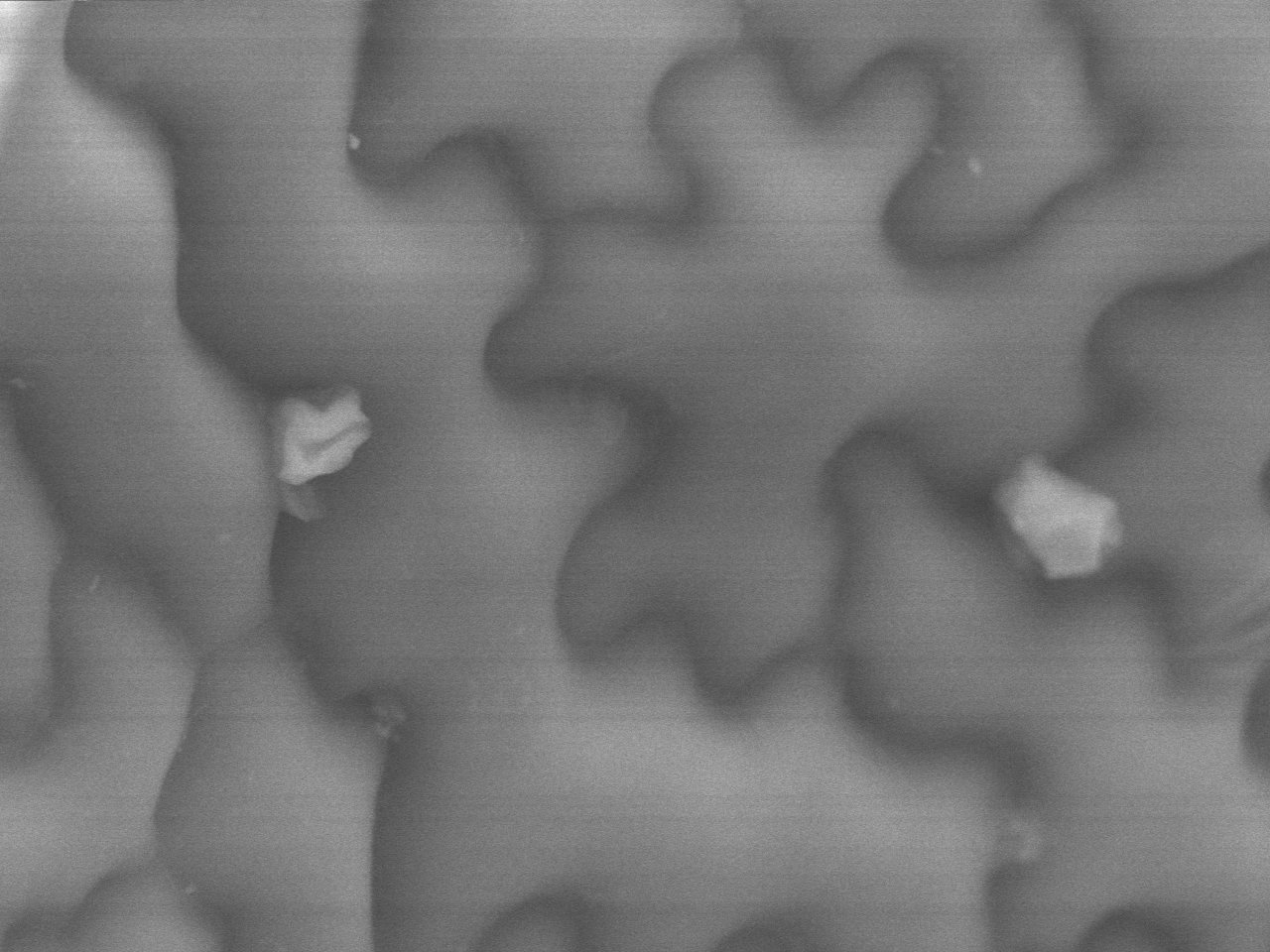
células epidérmicas de Arabidopsis thaliana

Los tipos principales de células se diferencian de las células meristemáticas (análogas a las células madre de los animales) para formar las estructuras tisulares de la raíz, hojas, flores y estructuras reproductivas.
Células del xilema: son células alargadas con espesamiento secundario lignificado de las paredes celulares. Las células del xylema se especializan para la conducción del agua, y primero aparecieron en las plantas durante su transición a la tierra en el período Silúrico hace más de 425 millones de años (véase Cooksonia). La posesión del xilema define a las plantas vasculares o traqueofitas. Las traqueidas del xilema son células de xilema alargadas y puntiagudas, las más simples de las cuales tienen paredes celulares primarias continuas y engrosamientos de paredes secundarias lignificadas en forma de anillos, aros o redes reticulares. Las traqueidas más complejas con perforaciones similares a válvulas, llamadas fosas, distinguen a las gimnospermas. Las helechos y otros pteridófilos y las gimnospermas solo tienen xilema, mientras que las angiospermas también tienen vasos del xilema. Las células del recipiente son células de xilema huecas sin paredes y que están alineadas extremo con extremo para formar tubos continuos largos. Los briofitas carecen de verdaderas células de xilema, pero su Esporófito tiene un tejido que conduce el agua conocido como el hidroma que está compuesto de células alargadas de construcción más sencilla.
Floema: es un tejido especializado para el transporte de nutrientes en plantas superiores. Las células del floema transportan principalmente sacarosa a lo largo de los gradientes de presión generados por la ósmosis. Este fenómeno se llama translocación. El floema se compone de dos tipos de células, el tubo criboso y las células asociadas íntimamente. Las células del tubo criboso carecen de núcleos celulares y ribosomas y su metabolismo y funciones están regulados por las células complementarias nucleadas adyacentes. Los tubos cribosos se unen de extremo a extremo con placas extremas perforadas entre las denominadas placas del tamiz, que permiten el transporte del fotosintato entre los elementos de tamiz. Las células complementarias, conectadas a los tubos de tamiz a través del plasmodesmo, son responsables de cargar el floema con azúcares. Los briofitos tienen un falso floema, pero los musgo esporófitos tienen un tejido más simple con función análoga conocida como el leptoma.

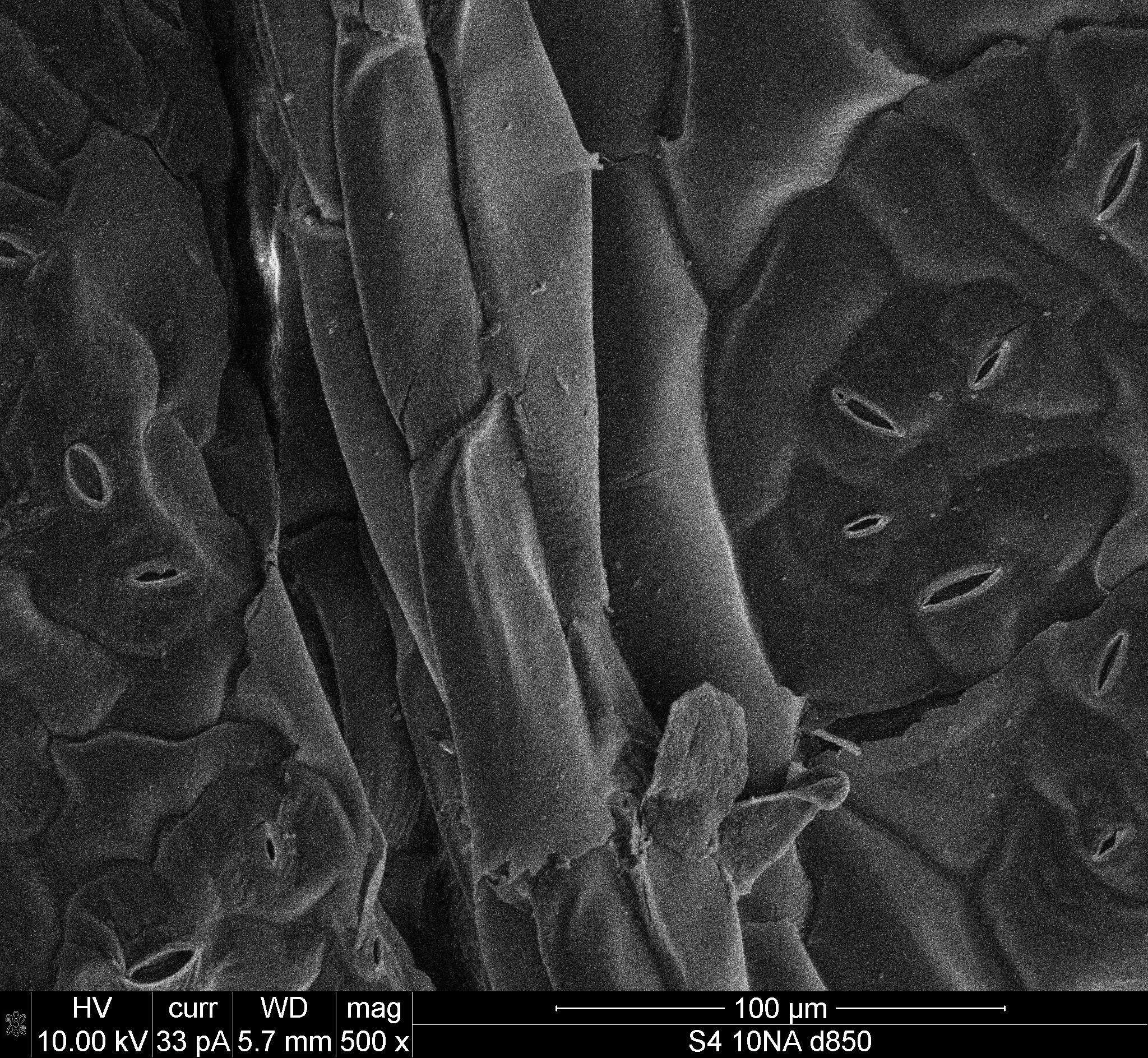
Una micrografía electrónica de las células epidérmicas de una hoja de Brassica chinensis. Los estomas también son visibles.

Las células epidérmicas de las plantas son células especializadas del parénquima que cubren las superficies externas de las hojas, tallos y raíces. Las células epidérmicas de los órganos aéreos surgen de la capa superficial de células conocidas como la "túnica" (capas L1 y L2) que cubre el vértice de la planta. La corteza y los tejidos vasculares surgen de la capa más interna del ápice del brote conocido como el "corpus" (capa L3). La epidermis de las raíces se origina de la capa de células existente inmediatamente debajo de la caliptra de la raíz.
La epidermis de todos los órganos aéreos, pero no de las raíces, se cubre con una cutícula de la planta hecha de poliéster y de polímero de hidrocarburo (cután) con una capa superficial de cera epicuticular. Se cree que las células epidérmicas del brote primario son las únicas células vegetales con la capacidad bioquímica para sintetizar la cutina. En la epidermis puede haber varios tipos de células. Entre ellas destacan las células de protección estomática, los pelos glandulares y los pelos radiculares de las raíces primarias. En la epidermis de los brotes de la mayoría de las plantas, solo las células de guarda tienen cloroplastos. Los cloroplastos contienen la clorofila, el pigmento verde necesario para la fotosíntesis.

## Estructura

Célula adulta generalizada de una planta.

### Pared celular
Se distinguen una Pared celular , que se desarrollan en forma propagada a las microsporofila de celulosa dispuestas de manera ordenada, con una estructura más densa que la pared primaria. No permite el crecimiento de la célula; solamente aumenta su espesor por aposición, es decir, por depósito de microfibrillas de celulosa. Generalmente presenta tres capas, aunque pueden ser más.
Su función, consiste en proteger la célula haciendo que la rigidez de esta sea mayor, como medio de comunicación entre moléculas y células del mismo tipo y de distinto. También gracias a dicha pared las moléculas son transportadas a otras células tanto las que están cerca como las que están lejos. Tan importantes son estas paredes en la célula que se pueden calificar en distintos tipos de células según el tipo de pared

### Citoplasma
El citoplasma está compuesto por el hialoplasma o citosol, disolución acuosa de moléculas orgánicas e iones, y los orgánulos citoplasmáticos, como los plastos, mitocondrias, ribosomas, aparato de Golgi. Las membranas del retículo endoplásmico son relativamente escasas y están enmascaradas por numerosos ribosomas que llenan el citosol. El gran desarrollo del retículo endoplásmico durante la diferenciación celular se relaciona con la intensa hidratación que experimenta el cloroplasto. Este proceso da lugar a enormes vacuolas que se llenan de líquido que se suelen unir entre sí, como pared celular. Si bien la importancia del citoesqueleto es mucho menor que en las células animales, estudios hechos en Arabidopsis revelan una diversidad de actinas, miosinas y otros componentes del citoesqueleto necesarios, entre otras cosas para crear corrientes citoplasmáticas. También se han detectado proteínas similares a las queratinas de los filamentos intermedios, pero su función es aún desconocida.
El citoplasma, tiene diferentes funciones:
- Hacer una barrera contra las moléculas de H2O solubles convirtiéndose así más efectiva que la pared celular.
- Producir energía celular y la síntesis de la pared celular gracias a los enzimas biosintéticos.
- El citoplasma, contiene los mesosomas citoplasmáticos que copian el DNA. También actúan como centros con actividad respiratoria o fotosintética

### Plasmodesmo
Los plasmodesmos son cada una de las unidades  continuas de citoplasma que pueden atravesar las paredes celulares, manteniendo interconectadas las células continuas en organismos pluricelulares en los que existe pared celular, como las plantas o los hongos. Permiten la circulación directa de las sustancias del citoplasma entre célula y célula comunicándolas, atravesando las dos paredes adyacentes a través de perforaciones acopladas, que se denominan punteaduras cuando solo hay pared primaria. Cada plasmodesmo es recorrido a lo largo de su eje por un desmotúbulo, una estructura cilíndrica especializada del retículo endoplasmático. Transportan las moléculas a otras células.

### Vacuola
Una vacuola es un orgánulo celular presente en todas las células de plantas. Son compartimentos cerrados o limitados por una membrana plasmática llamada tonoplasto, contienen diferentes fluidos como agua o enzimas, aunque en algunos casos puede contener sólidos, por ejemplo azúcares, sales, proteínas y otros nutrientes. La mayoría de las vacuolas se forman por la fusión de múltiples vesículas membranosas. El orgánulo no posee una forma definida, su estructura varía según las necesidades de la célula en particular.

### Plastos
Su función principal es la producción y almacenamiento de importantes compuestos químicos usados por la célula. Así, juegan un papel importante en procesos como la fotosíntesis, la síntesis de lípidos y aminoácidos, determinando el color de frutas y flores, entre otras funciones.  Hay dos tipos de plastos claramente diferenciados, según la estructura de sus membranas: los plastos primarios, que se encuentran en la mayoría de las plantas y algas; y plastos secundarios, más complejos, que se encuentran en el plancton.

### Cloroplastos
Los cloroplastos son los orgánelos celulares que en los organismos eucariotas fotosintetizadores se ocupan de la fotosíntesis. Están limitados por una envoltura formada por dos membranas concéntricas y contienen vesículas, los tilacoides, donde se encuentran organizados los pigmentos y demás moléculas que convierten la energía lumínica en energía química, como la clorofila.

### Leuco plastos
Los leucoplastos son plastidios que almacenan sustancias incoloras o poco coloreadas, son pequeños y generalmente esféricos; permiten la conversión de la glucosa en azúcares complejos (polisacáridos), en grasas o en proteínas. Abundan en órganos de almacenamientos limitados por membrana que se encuentran solamente en las células de las plantas y de las algas. Están rodeados por dos membranas, al igual que las mitocondrias, y tienen un sistema de membranas internas que pueden estar intrincadamente plegadas.

### Cloroplastos
Los cloroplastos son un tipo de plastos que almacenan pigmentos llamados carotenos, a los que se deben los colores, anaranjados o rojos, de flores, raíces o frutos. La forma más común que presentan es la ameboide. Pueden provenir de cualquier otro tipo de plasto.
Sus funciones en la célula vegetal son las siguientes:
- Participación en diferentes procesos biosintéticos[17]

- Generar color verde que tan propia de los tejidos vegetales es que ayuda a que los insectos polinizadores sean atraídos por ese color y polinizen.[18]

### Aparato de Golgi
El aparato de Golgi designa al conjunto de unos 80 dictiosomas de la célula. Estos dictiosomas están compuestos por 40 o 60 sáculos (cisternas) aplanados y rodeados de membrana que se encuentran apilados unos encima de otros, y cuya función es completar la fabricación de algunas proteínas.

### Ribosomas
Los ribosomas son complejos macromoleculares de proteínas y ácido ribonucleico (ARN) que se encuentran en el citoplasma, en las mitocondrias, en el retículo endoplasmático y en los cloroplastos. Son un complejo molecular encargado de sintetizar proteínas a partir de la información genética que les llega del ADN transcrita en forma de ARN mensajero (ARNm). Solo son visibles al microscopio electrónico, debido a su reducido tamaño (29 nm en células procariotas y 32 nm en eucariotas)
Los ribosomas son responsables de la síntesis de proteínas, en un proceso conocido como traducción. La información necesaria para esa síntesis se encuentra en el ARN mensajero (ARNm), cuya secuencia de nucleótidos, determina la secuencia de aminoácidos de la proteína. A su vez, la secuencia del ARNm proviene de la transcripción de un gen del ADN. El ARN de transferencia lleva los aminoácidos a los ribosomas donde se incorporan al polipéptido en crecimiento.

### Retículo endoplasmático
El retículo endoplasmático o endoplásmico es un orgánulo distribuido por todo el citoplasma celular de una célula eucariota, el cual se representa como un complejo sistema de membranas celulares dispuestas en forma de sacos aplanados y túbulos que están interconectados entre sí compartiendo el mismo espacio interno. Sus membranas se continúan con la de la envuelta nuclear y se pueden extender hasta las proximidades de la membrana plasmática, llegando a representar más de la mitad de las membranas de una célula.
Principalmente, sintetiza lipídos y proteínas.

### Mitocondrias
Las mitocondrias son orgánulos de gran tamaño, algunas llegan a medir 7 µm de largo y 1 µm de diámetro. Su vida media es de unos diez días a partir de los cuales se alarga y se parte en dos. Su función principal es la síntesis de ATP mediante el proceso conocido como  fosforilación oxidativa

### Membrana celular de la célula vegetal
La membrana plasmática, membrana celular, membrana citoplasmática o plasmalema, es una bicapa lipídica que delimita toda la célula. Es una estructura formada por dos láminas de fosfolípidos, glucolípidos y proteínas que rodean, limitan la forma y contribuyen a mantener el equilibrio entre el interior (medio intracelular) y el exterior (medio extracelular) de las células. Regula la entrada y salida de muchas sustancias entre el citoplasma y el medio extracelular. 
En las células vegetales existe además de esta membrana plasmática una cubierta rígida formada fundamentalmente por celulosa y se denomina pared celular. La pared celular protege el contenido de la célula, y da rigidez a esta, funciona como mediadora en todas las relaciones de la célula con el entorno y actúa como compartimiento celular.

### Citoplasma
El citoplasma es la parte del protoplasma que, en una célula eucariota, se encuentra entre el núcleo celular y la membrana plasmática. Consiste en una dispersión coloidal muy fina de aspecto granuloso, el citosol o hialoplasma, y en una diversidad de orgánulos celulares que desempeñan diferentes funciones.
Su función es albergar los orgánulos celulares y contribuir al movimiento de estos. El citosol es la sede de muchos de los procesos metabólicos que se dan en las células.

### Núcleo celular
El núcleo celular es un orgánulo membranoso que se encuentra en el centro de las células eucariotas. Contiene la mayor parte del material genético celular, organizado en múltiples moléculas lineales de ADN de gran longitud formando complejos con una gran variedad de proteínas como las histonas para formar los cromosomas. El conjunto de genes de esos cromosomas se denomina genoma nuclear. 
La función del núcleo es mantener la integridad de esos genes y controlar las actividades celulares regulando la expresión génica. Por ello se dice que el núcleo es el centro de control de la célula.

## Comparación con otras células eucariotas
La célula vegetal se diferencia de otras células eucariotas, principalmente de las células animales, en que posee pared celular, cloroplastos, y una gran vacuola central. Debido a la presencia de una pared celular rígida, las células vegetales tienen una forma constante.
Sus características distintivas incluyen:
- Una vacuola central grande, un volumen lleno de agua encerrado por una membrana conocida como el tonoplasto[26] que mantiene la turgencia de la célula, controla el movimiento de las moléculas entre el citosol y la savia, almacena el material útil y digiere las proteínas y organelos de desecho.
- Una pared celular compuesta de celulosa y hemicelulosa, pectina y en muchos casos lignina que es secretada por el protoplasto en el exterior de la membrana celular. Esto contrasta con las paredes celulares de los hongos que están hechas de quitina y de las bacterias que están hechas de peptidoglicano. Las paredes celulares desempeñan muchas funciones esenciales: proporcionan forma para formar el tejido y los órganos de la planta y desempeñan un papel importante en la comunicación intercelular y las interacciones planta-microbio[27]
- Especialización de la comunicación celular en vías conocidas como plasmodesmos, poros en la pared celular primaria a través de los cuales el plasmalema y el retículo endoplasmático[28][29] de las células adyacentes forman un continuo.
- Plastos, los más notables son los cloroplastos, que contienen clorofila, un pigmento de color verde que absorbe la luz solar, y permite a la planta fabricar sus propios nutrientes en el proceso conocido como fotosíntesis. Otros tipos de plastos son los amiloplastos, especializados en el almacenamiento de almidón, los oleoplastos especializados en el almacenamiento de grasas y los cromoplastos especializados en la síntesis y almacenamiento de pigmentos. Al igual que en las mitocondrias, que tienen un genoma que codifica 37 genes,[30] los plástidos tienen su propio genoma de alrededor de 100-120 genes únicos[31] y, se presume, surgieron como procariotas endosimbiontes que vivieron en las células de un organismo eucariota temprano antepasado de las plantas terrestres y de las algas.[32]
- Los espermatozoides de las briofitas y pteridofitas, las cicadáceas y el ginkgo tienen flagelos[33] similares a los de las células animales,[34][35] pero las coníferas y las plantas con flores carecen de flagelos y centriolos.[36]

| Célula animal típica | Célula vegetal típica |
| --- | --- |
| | |
| 1. Nucléolo 2. Núcleo 3. Ribosomas 4. Vesículas 5. Retículo endoplasmático rugoso 6. Aparato de Golgi 7. Citoesqueleto 8. Retículo endoplasmático liso 9. Mitocondrias 10. Vacuolas 11. Citosol 12. Lisosomas 13. Centríolos (Centrosoma) | a. Plasmodesmos b. Membrana plasmática c. Pared celular 1. Cloroplasto d. Tilacoides e. Grana 2. Vacuola central g. Tonoplasto h. Mitocondria i. Microcuerpos (peroxisoma, glioxisoma) j. Citoplasma k. Vesículas l. Retículo endoplasmático rugoso 3. Núcleo m. Poro nuclear n. Envoltura nuclear o. Nucléolo p. Ribosomas q. Retículo endoplasmático liso r. Vesículas de transporte s. Aparato de Golgi (dictiosomas) t. Citoesqueleto |